# 江戸の里神楽
江戸の里神楽（えどのさとかぐら）は、笛、大拍子、長胴太鼓を3名の基本とする囃子と共に、殆どの場合は仮面をつけ、時に素面で古事記、日本書紀の神話を演じる無言劇の形態をとる神楽の総称。
1994年12月13日に、東京都台東区蔵前の若山社中、品川区東大井の間宮社中、荒川区西日暮里の松本社中、稲城市矢野口の山本社中の4つの団体が代表して重要無形民俗文化財に指定された。